# 金星实地大气层和地球化学勘探者
金星原位大气和地球化学勘探者（Venus In Situ Atmospheric and Geochemical Explorer，VISAGE），按字母缩写简称为“维萨吉号”，是一项拟议的金星登陆器任务，将执行大气层和地表科学调查。
该任务于2017年曾参与美国宇航局的新疆界计划选拨，以争取资金和进一步的开发，但最终落选。

## 概述

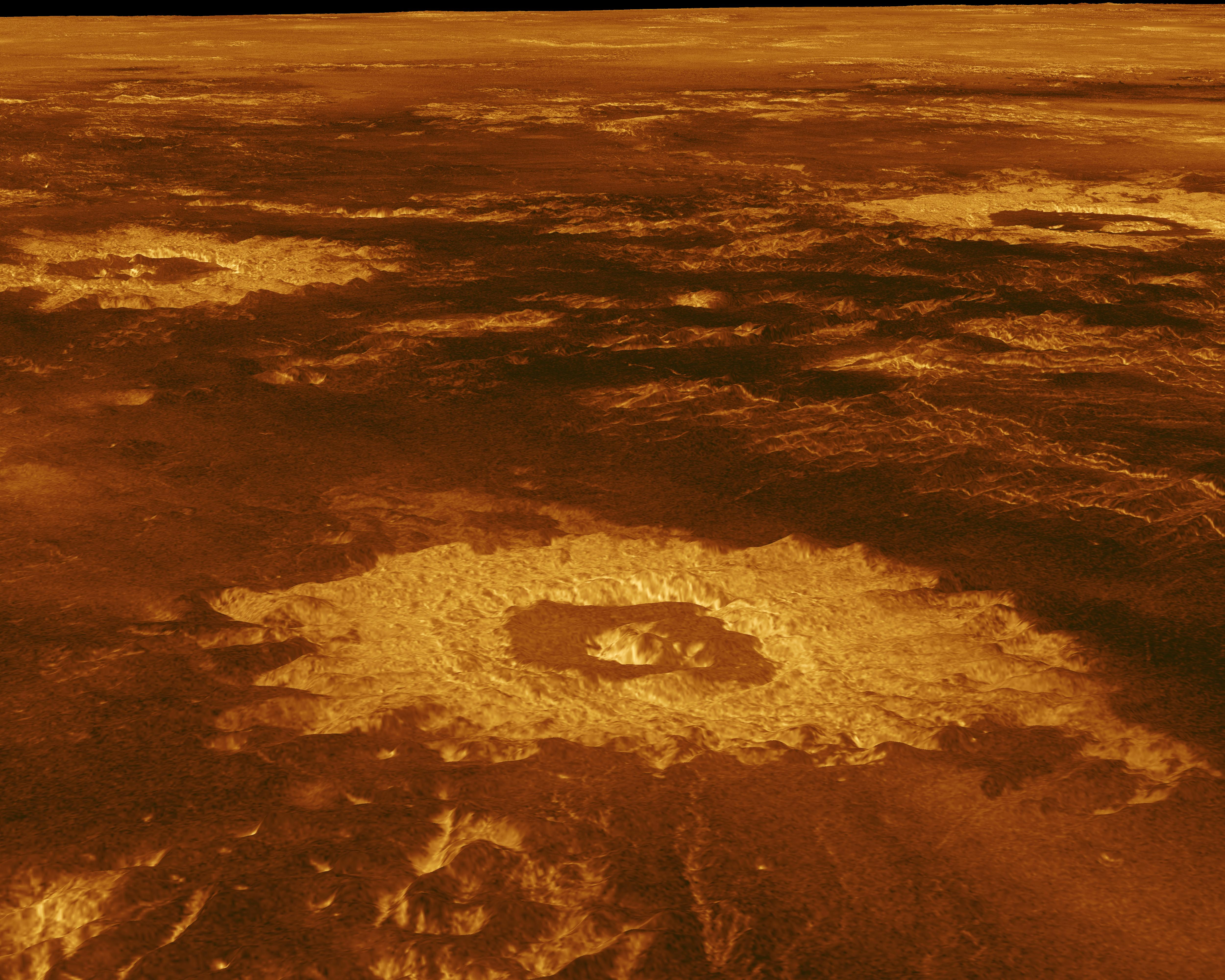
金星地表上的撞击坑(根据雷达数据重建的图像)

如果被选中进行开发，“维萨吉号”将于2024年12月发射，2025年5月飞越金星，并在2025年12月抵达金星。在飞越金星前五天，运载飞船将开始部署着陆器。金星地表大气层的平均温度为摄氏45°，酸性高、腐蚀性强，严重限制了着陆器的运行时间。“维萨吉号”着陆器将在下降时自动开启(1小时)，并在地面上运行3.5小时，它将把采集到的数据传输到附近的载波模块，然后转发至地球。

## 科学调查
在伞降过程中，“维萨吉号”着陆器将分析大气层中的惰性气体、光稳定同位素以及活性和微量气体分布量，并测量大气层剖面结构。它还将从15公里(9.3)的高度开始拍摄地表图像，并获取着陆点的全景图像。
“维萨吉号”着陆器将钻探地下浅表层，取样并测量其矿物和元素成分。

### 目标
提议的任务目标为：
- 测量稀有气体以测试金星起源和演化模型，测量约束大气循环的硫化物和微量气体分布、地表-大气层交互作用及气候模型。
- 为了解金星是否曾像地球一样：探测器将测量地表和地下成分，测定地表岩石类型、矿物和质地以了解它的地球化学过程、风化作用和风蚀过程。
- 探测系外行星的线索。

## 科研设备
提议的着陆器搭载设备包括五种仪器：大气层结构调查（包括多普勒风场测量仪）、中性质谱仪、成像系统、X射线荧光实验装置和可见光/近红外分光计，预计地表科研数据总反馈量约为~1.4千兆比特。

## 另请参阅
- 金星实地成分研究 (VICI)，一艘参选的大气层探测器及着陆器。
- 金星起源探测器  (VOX)，一艘参选的大气层探测器及着陆器。